# Oxalis adenophylla
Espèce
Oxalis adenophylla est une espèce de plantes de la famille des Oxalidacées présente en Amérique du Sud.